# La solitude est un cercueil de verre
La solitude est un cercueil de verre (titre original : Death Is a Lonely Business) est un roman noir de l'écrivain américain Ray Bradbury, publié en 1985 chez Alfred A. Knopf.
En France, le livre est premièrement édité chez Denoël en 1986, dans la collection « Arc-en-ciel », avec une traduction d'Emmanuel Jouanne. Une réédition du volume apparaît en 2017 dans la collection « Empreinte ».

## Résumé
Située en 1949, l'histoire tourne autour d'une série de crimes non éclaircis à Venice, en Californie. Le narrateur, un jeune romancier anonyme, assure être sur la piste de l'assassin et convainc l'inspecteur Crumley de poursuivre l'enquête ensemble.